# Елпіс
Елпіс, або Елпі́да (грец. Ελπίς, Ελπίδα) — уособлення надії у грецькій міфології (як правило, її стародавні греки вважали додатком до терпіння, а не богинею як такою).
Можливо, дочка Ночі-Нікс і мати Феме, богині чутки, поголосу[джерело?]. Її зображали у вигляді молодої жінки, як правило, з квітами або рогом достатку в руках. У роботах Гесіода Елпіс була останнім злом[джерело?] у ящику Пандори. У давньоримській міфології Елпіді відповідала Спес.